# Пейден-Сіті (Західна Вірджинія)
Пейден-Сіті (англ. Paden City) — місто (англ. city) в США, в округах Ветзел і Тайлер штату Західна Вірджинія. Населення — 2541 особа (2020).

## Географія
Пейден-Сіті розташований за координатами 39°36′11″ пн. ш. 80°56′7″ зх. д. / 39.60306° пн. ш. 80.93528° зх. д. (39.603030, -80.935351).  За даними Бюро перепису населення США в 2010 році місто мало площу 2,19 км², з яких 2,19 км² — суходіл та 0,00 км² — водойми.

## Демографія
Згідно з переписом 2010 року, у місті мешкали 2633 особи в 1143 домогосподарствах у складі 775 родин. Густота населення становила 1202 особи/км².  Було 1267 помешкань (578/км²).
Расовий склад населення:
| - 98,8 % — білих - 0,2 % — корінних американців - 0,2 % — чорних або афроамериканців - 0,1 % — азіатів |

До двох чи більше рас належало 0,6 %. Частка іспаномовних становила 0,5 % від усіх жителів.
За віковим діапазоном населення розподілялося таким чином: 20,0 % — особи молодші 18 років, 58,3 % — особи у віці 18—64 років, 21,7 % — особи у віці 65 років та старші. Медіана віку мешканця становила 44,9 року. На 100 осіб жіночої статі у місті припадало 91,2 чоловіків;  на 100 жінок у віці від 18 років та старших — 90,0 чоловіків також старших 18 років.
Середній дохід на одне домашнє господарство  становив 44 368 доларів США (медіана — 35 898), а середній дохід на одну сім'ю — 53 934 долари (медіана — 53 456). Медіана доходів становила 46 131 долар для чоловіків та 28 636 доларів для жінок. За межею бідності перебувало 20,7 % осіб, у тому числі 32,1 % дітей у віці до 18 років та 3,9 % осіб у віці 65 років та старших.
Цивільне працевлаштоване населення становило 979 осіб. Основні галузі зайнятості: освіта, охорона здоров'я та соціальна допомога — 25,3 %, виробництво — 15,1 %, роздрібна торгівля — 11,5 %.